# Paycuan
Paycuan es una localidad peruana ubicada en el distrito de Barranca, perteneciente a la provincia homónima del departamento de Lima, en la costa central del Perú. 

## Ubicación
Paycuan se ubica al oeste de la provincia de Barranca, en el distrito de Barranca, en el departamento de Lima.

## Demografía
En 2017 Paycuan tenía una población de 49 habitantes.
| Gráfica de evolución demográfica de Paycuan entre 1993 y 2017 |
|                                                               |
| Fuentes: Población 1993 y 2017                                |